# Grayslake
Grayslake é uma vila localizada no estado americano de Illinois, no Condado de Lake.

## Demografia
Segundo o censo americano de 2000, a sua população era de 18.506 habitantes.
Em 2006, foi estimada uma população de 21.387, um aumento de 2881 (15.6%).

## Geografia
De acordo com o United States Census Bureau tem uma área de
24,7 km², dos quais 24,3 km² cobertos por terra e 0,4 km² cobertos por água. Grayslake localiza-se a aproximadamente 224 m acima do nível do mar.

## Localidades na vizinhança
O diagrama seguinte representa as localidades num raio de 8 km ao redor de Grayslake.